# Himertosoma superbum
Himertosoma superbum är en stekelart som beskrevs av Otto Schmiedeknecht 1900. Himertosoma superbum ingår i släktet Himertosoma, och familjen brokparasitsteklar. Inga underarter finns listade.